# Джиммі Роджерс (поп-співак)
Ця стаття про поп-співака, що народився 1933 року. Для кантрі-співака, що жив у 1897—1933 роках, див. Джиммі Роджерс (кантрі-співак). Для блюзового музиканта, що жив у 1924—1997 роках, див. Джиммі Роджерс.
Джиммі Роджерс (англ. Jimmie Rodgers; справжнє ім'я Джеймс Фредерік Роджерс; нар. 18 вересня 1933 — 18 січня 2021) — американський поп-співак, чий пік популярності припав на кінці 1950-х років.